# WTA Tour Championships 2012
El TEB BNP Paribas WTA Championships 2012, també anomenada Copa Masters femenina 2012, és l'esdeveniment que va reunir les vuit millors tennistes individuals i les quatre millors parelles femenines de la temporada 2012. Es tractava de la 42a edició en individual i la 37a en dobles. Es va disputar sobre pista dura entre el 23 i el 28 d'octubre de 2012 al Sinan Erdem Spor Salonu d'Istanbul, Turquia.
La tennista estatunidenca Serena Williams es va adjudicar aquest trofeu per tercera ocasió (2001 i 2009) i va aconseguir el setè títol de la temporada. Amb aquest títol va posar fi a una gran temporada en la qual va aconseguir dos Grand Slams i les medalles d'or olímpiques individual i de dobles femenins. Destacar especialment els dos darrers terços de la temporada aconseguint una ratxa de 48 victòries per 2 derrotes, per un total de 58 i 4. També va esdevenir la tennista més veterana en guanyar aquest torneig amb 31 anys. Junt a la russa Maria Xaràpova van reeditar la final del 2004 tot i que amb resultat contrari. La parella russa formada per Maria Kirilenko i Nàdia Petrova van guanyar el títol més important com a parella unit a la medalla de bronze aconseguida aquest mateix estiu a Londres, Petrova ja havia guanyat aquest títol l'any 2004 junt amb Meghann Shaughnessy.

## Format
Les vuit tennistes classificades disputen una fase inicial en el format Round Robin en dos grups de quatre, anomenats grup blanc i grup vermell. Durant els primers quatre dies es disputen els partits d'aquests grups, de manera que cada tennista disputa tres partits contra la resta d'integrants del seu grup. Les dues millors tennistes de cada grup avancen a semifinals. Les vencedores de semifinals disputen la final i les dues perdedores disputen la final de consolació. El sistema de classificació del sistema Round Robin es determina mitjançant els següents criteris:
1. Nombre de victòries
2. Nombre de partits disputats
3. En empats de dues jugadores, el resultat directe
4. En empats de tres jugadores, percentatge de sets i després jocs
5. Decisió del comitè organitzatiu

En categoria de dobles, les quatre parelles classificades accedeixen directament a semifinals.

## Individuals

### Classificació
| Rq | Jugadores           | Punts  | T  | Data de classificació  |
| -- | ------------------- | ------ | -- | ---------------------- |
| 1  | Viktória Azàrenka   | 10.190 | 17 | 6 de setembre de 2012  |
| 2  | Maria Xaràpova      | 9.115  | 16 | 6 de setembre de 2012  |
| 3  | Serena Williams     | 7.900  | 14 | 10 de setembre de 2012 |
| 4  | Agnieszka Radwańska | 7.095  | 21 | 24 de setembre de 2012 |
| 5  | Angelique Kerber    | 5.470  | 20 | 4 d'octubre de 2012    |
| 6  | Petra Kvitová       | 5.215  | 19 | 4 d'octubre de 2012    |
| 7  | Sara Errani         | 4.855  | 22 | 4 d'octubre de 2012    |
| 8  | Li Na               | 4.726  | 17 | 5 d'octubre de 2012    |
| S1 | Samantha Stosur     | 4.120  | 22 | 17 d'octubre de 2012   |
| S2 | Marion Bartoli      | 3.740  | 25 | 17 d'octubre de 2012   |

### Fase grups

#### Grup vermell
| Pos. | Rq | Jugadora          | V | D | Sets  | Jocs    |
| ---- | -- | ----------------- | - | - | ----- | ------- |
| 1    | 3  | Serena Williams   | 3 | 0 | 6 – 0 | 37 – 22 |
| 2    | 1  | Viktória Azàrenka | 2 | 1 | 4 – 3 | 40 – 38 |
| 3    | 8  | Li Na             | 1 | 2 | 2 – 4 | 30 – 33 |
| 4    | 5  | Angelique Kerber  | 0 | 3 | 1 – 6 | 29 – 43 |

|   |                   | Viktória Azàrenka    | Serena Williams | Angelique Kerber     | Li Na       |
| 1 | Viktória Azàrenka |                      | 4−6, 4−6        | 6−7(11), 7−6(2), 6−4 | 7−6(4), 6−3 |
| 3 | Serena Williams   | 6−4, 6−4             |                 | 6−4, 6−1             | 7−6(2), 6−3 |
| 5 | Angelique Kerber  | 7−6(11), 6−7(2), 4−6 | 4−6, 1−6        |                      | 4−6, 3−6    |
| 8 | Li Na             | 6−7(4), 3−6          | 6−7(2), 3−6     | 6−4, 6−3             |             |

#### Grup blanc
| Pos. | Rq | Jugadora            | V | D | Sets  | Jocs    |
| ---- | -- | ------------------- | - | - | ----- | ------- |
| 1    | 2  | Maria Xaràpova      | 3 | 0 | 6 – 1 | 43 – 25 |
| 2    | 4  | Agnieszka Radwańska | 2 | 1 | 5 – 3 | 48 – 40 |
| 3    | 7  | Sara Errani         | 1 | 2 | 3 – 5 | 35 – 40 |
| 4    | 9  | Samantha Stosur     | 0 | 2 | 1 – 4 | 12 – 26 |
| R    | 6  | Petra Kvitová       | 0 | 1 | 0 – 2 | 5 – 12  |

|     |                               | Maria Xaràpova    | Agnieszka Radwańska | Petra Kvitová Samantha Stosur | Sara Errani            |
| 2   | Maria Xaràpova                |                   | 5−7, 7−5, 7−5       | 6−0, 6−3 (Stosur)             | 6−3, 6−2               |
| 4   | Agnieszka Radwańska           | 7−5, 5−7, 5−7     |                     | 6−3, 6−2 (Kvitová)            | 6−7(6), 7−5, 6−4       |
| 6 9 | Petra Kvitová Samantha Stosur | 0−6, 3−6 (Stosur) | 3−6, 2−6 (Kvitová)  |                               | 3−6, 6−2, 0−6 (Stosur) |
| 7   | Sara Errani                   | 3−6, 2−6          | 7−6(6), 5−7, 4−6    | 6−3, 2−6, 6−0 (Stosur)        |                        |

- L'australiana Samantha Stosur va substituir la txeca Petra Kvitová, que es va retirar per lesió després del primer partit.

### Fase final
|  | Semifinals | Semifinals          | Semifinals     | Semifinals | Semifinals |                   |                 | Final | Final | Final | Final | Final |
|  |            |                     |                |            |            |                   |                 |       |       |       |       |       |
|  | 3          | Serena Williams     | 6              | 6          |            |                   |                 |       |       |       |       |       |
|  | 4          | Agnieszka Radwańska | 2              | 1          |            |                   |                 |       |       |       |       |       |
|  | 4          | Agnieszka Radwańska | 2              | 1          |            | 3                 | Serena Williams | 6     | 6     |       |       |       |
|  |            |                     |                |            |            | 3                 | Serena Williams | 6     | 6     |       |       |       |
|  |            | 2                   | Maria Xaràpova | 4          | 3          |                   |                 |       |       |       |       |       |
|  | 1          | 2                   | Maria Xaràpova | 4          | 3          | Viktória Azàrenka | 4               | 2     |       |       |       |       |
|  | 1          |                     |                |            |            | Viktória Azàrenka | 4               | 2     |       |       |       |       |
|  | 2          | Maria Xaràpova      | 6              | 6          |            |                   |                 |       |       |       |       |       |

## Dobles

### Classificació
| Rq | Jugadores                        | Punts  | T  | Data de classificació  |
| -- | -------------------------------- | ------ | -- | ---------------------- |
| 1  | Sara Errani Roberta Vinci        | 10.097 | 15 | 6 de setembre de 2012  |
| 2  | Andrea Hlavacková Lucie Hradecká | 7.380  | 14 | 10 de setembre de 2012 |
| 3  | Liezel Huber Lisa Raymond        | 7.036  | 19 | 10 de setembre de 2012 |
| 4  | Maria Kirilenko Nàdia Petrova    | 5.325  | 12 | 20 d'octubre de 2012   |

### Fase final
|  | Semifinals | Semifinals                       | Semifinals                       | Semifinals | Semifinals |                           |    | Final                         | Final | Final | Final | Final |
|  |            |                                  |                                  |            |            |                           |    |                               |       |       |       |       |
|  | 1          | Sara Errani Roberta Vinci        | 6                                | 3          | [4]        |                           |    |                               |       |       |       |       |
|  | 4          | Maria Kirilenko Nàdia Petrova    | 1                                | 6          | [10]       |                           |    |                               |       |       |       |       |
|  | 4          | Maria Kirilenko Nàdia Petrova    | 1                                | 6          | [10]       |                           | 4  | Maria Kirilenko Nàdia Petrova | 6     | 6     |       |       |
|  |            |                                  |                                  |            |            |                           | 4  | Maria Kirilenko Nàdia Petrova | 6     | 6     |       |       |
|  |            | 2                                | Andrea Hlavacková Lucie Hradecká | 1          | 4          |                           |    |                               |       |       |       |       |
|  | 3          | 2                                | Andrea Hlavacková Lucie Hradecká | 1          | 4          | Liezel Huber Lisa Raymond | 6⁶ | 1                             |       |       |       |       |
|  | 3          |                                  |                                  |            |            | Liezel Huber Lisa Raymond | 6⁶ | 1                             |       |       |       |       |
|  | 2          | Andrea Hlavacková Lucie Hradecká | 7                                | 6          |            |                           |    |                               |       |       |       |       |

## Premis
| Ronda                     | Individual       | Dobles    | Punts    |
| ------------------------- | ---------------- | --------- | -------- |
| Campiona                  | RR + 1.100.000 $ | 375.000 $ | RR + 810 |
| Finalista                 | RR + 380.000 $   | 187.500 $ | RR + 360 |
| Round Robin (3 victòries) | 400.000 $        | 93.750 $  | 690      |
| Round Robin (2 victòries) | 300.000 $        | −         | 530      |
| Round Robin (1 victòria)  | 200.000 $        | −         | 370      |
| Round Robin (0 victòries) | 100.000 $        | −         | 210      |
| Suplents                  | 50.000 $         | −         |          |

- Els premis de dobles són per equip.